# Yan (An–Shi)
Yan (chinês tradicional: 燕, pinyin: Yān), também conhecido como Grande Yan (chinês tradicional: 大燕, pinyin: Dà Yān), foi um estado dinástico da China fundado em 756 por An Lushan, um general da dinastia Tang, após sua rebelião contra o Imperador Xuanzong de Tang em 755. O estado entrou em colapso em 763 com a morte do antigo subordinado de An Lushan, Shi Chaoyi (filho de Shi Siming), que foi a última pessoa a reivindicar o título de imperador de Yan.

## Governantes de Yan
An Lushan (10 de fevereiro de 703 – 29 de janeiro de 757, aos 54 anos) governou como Jiedushi sob Xuanzong e rebelou-se em 16 de dezembro de 755. Ele se proclamou imperador em Luoyang, a capital oriental. Em julho de 756, capturou Chang'an, a capital ocidental. An Lushan provavelmente tinha origens goturcas. Sua rebelião levou a uma das guerras mais sangrentas da história humana. Ele foi assassinado por seu filho.
An Qingxu, filho de An Lushan, sucedeu seu pai. Ele foi assassinado por rebeldes.
Shi Siming (703–761, aos 58 anos), tenente de An Lushan, sucedeu An Qingxu. Ele foi assassinado por seu filho.
Shi Chaoyi, filho de Shi Siming, sucedeu seu pai. Ele cometeu suicídio após perder Luoyang para Li Huaixian.